# Липов, Юрий Михайлович
Юрий Михайлович Липов (27 ноября 1928, СССР — 19 ноября 2021) — советский и российский учёный, кандидат технических наук, профессор; специалист в области котельных установок; автор нескольких патентов.

## Биография
Родился 27 ноября 1928 года.
В 1952 году окончил Московский энергетический институт; затем поступил в аспирантуру МЭИ и в 1956 году защитил кандидатскую диссертацию. С 1963 года – доцент кафедры «Котельных установок», с 1984 года работал в должности профессора; звание профессора было присвоено Юрию Липову в 1988 году.
С 1970 по 1977 год Юрий Михайлович исполнял обязанности заведующего кафедрой «Котельных установок» (ныне кафедра «Котельных установок и экологии энергетики»). Много лет был научным руководителем научно-исследовательской лаборатории «Режимы работы котельных установок». Занимался на кафедре преподавательской деятельностью более 55 лет, стал автором базовых учебников по котельным установкам и ряда учебных пособий. Был педагогом у студентов, обучающихся по программам подготовки бакалавров, специалистов и магистров. Внёс большой вклад в дело подготовки инженерных и научных кадров по направлению «Теплоэнергетика» в СССР и РФ. Автор многих научных работ, был многолетним членом Совета ветеранов МЭИ.

## Заслуги
- В 2007 году за создание комплекта учебников, учебных пособий и справочной литературы по циклу специальных дисциплин по направлению «Теплоэнергетика» удостоен премии Правительства Российской Федерации в области образования.
- За большой трудовой вклад и плодотворную многолетнюю деятельность был удостоен в 2008 году премии МЭИ «Почёт и признание»[5].